# Рокко та його брати
«Рокко та його брати» (італ. Rocco e i suoi fratelli) — художній фільм режисера Лукіно Вісконті, що вийшов на екрани 1960 року. Сюжет фільму натхненний епізодом з роману Джованні Тесторі Il ponte della Ghisolfa.

## Сюжет
Овдовіла мати сімейства Росарія Паронді (Катіна Паксіну) після смерті чоловіка перебирається з маленького села до Мілану зі своїми чотирма синами (Сімоне, Рокко, Чіро і Лукою), сподіваючись знайти для них краще майбутнє, до п'ятого, самого старшого з братів, Вінченцо (Спірос Фокас), який живе у будинку своєї нареченої Джинетти (Клаудія Кардинале), працює на будівництві і готується до весілля. Не маючи ніяких матеріальних засобів, усі члени сім'ї знімають кімнату на два місяці, щоб по закінченню цього терміну опинитися у будинку для виселених.
Сімоне (Ренато Сальваторі) вступає до школи боксу. Рокко (Ален Делон) працює розсильним у хімчистці. Матеріальне становище сім'ї налагоджується. Але Сімоне захоплюється повією Надею (Анні Жирардо), що живе в тому ж будинку, де живуть Паронді. Він починає діставати для неї гроші і подарунки шляхом крадіжок. Одного разу Сімоне приходить в хімчистку до брата, де його обслуговують, переодягаючись, непомітно викрадає чужу сорочку і просить брата позичити йому грошей. Власниця хімчистки дає їх Сімоне, вираховуючи борг із зарплати Рокко. Працівники хімчистки підозрюють у крадіжці сорочки Рокко, проте Сімоне сам приносить її до хімчистки і, спокушаючи хазяйку, знімає у неї з грудей дорогу брошку. Цю брошку він підносить в подарунок Наді, а Надя, зрозумівши, що увага Сімоне стає занадто наполегливою, повертає подарунок і зникає більше, ніж на рік.
Рокко призивають в армію. Тим часом сім'я Паронді переїздить в нову трикімнатну квартиру, Вінченцо одружується на своїй обраниці Джинетті, у них народжується дитина. Чіро (Макс Картьє) влаштовується на роботу на автозавод «Альфа-Ромео».
Під час служби в армії Рокко випадково знайомиться з Надею, що відбула ув'язнення. З цієї зустрічі розпочинається їхнє кохання. Повні надій, вони повертаються до Мілану. Тут Сімоне разом з дружками підстерігає закоханих на пустирі і гвалтує Надю на очах брата, «у виховних цілях». Рокко не бажає йти наперекір старшому братові і під час важкого з'ясування стосунків з Надею на даху Міланського собору просить її повернутися до Сімоне.
Рокко, ненавидячи насильство і жорстокість, вимушений заради порятунку сім'ї стати професійним боксером. Незабаром його праця приносить плоди, він заробляє хороші гроші в комерційних боях і, виступаючи за збірну Італії, перемагає у фіналі чемпіонату супротивника зі Швеції і стає знаменитим. Сімоне все більше морально деградує, з нього вже знущаються його друзі. Надя ненавидить Сімоне за покалічене життя і, врешті-решт, йде від нього. Сімоне теж покидає дім. Він постійно канючить гроші у Рокко і той дає. Це не подобається четвертому братові — Чіро — він зневажає Сімонеі, але мати і Рокко продовжують любити того. Сімоне призначає зустріч з Надею, намагаючись повернути її, але зрозумівши, що це марно, у відчаї заколює дівчину ножем.
Сім'я Паронді зібралася разом за святковим столом, щоб відмітити перемоги Рокко. Веселяться навіть сусіди. Посеред урочистості приходить Сімоне. Одна мати радіє його приходу, він для неї завжди залишається сином, хоч і недолугим. Але Сімоне вже байдужа сім'я. Перемоги Рокко його дратують. Він у черговий раз просить у Рокко грошей і той не проти їх дати, але Чіро заперечує. Свого часу Чіро більше за всіх любив Сімоне і більше від усіх у ньому зараз розчарувався. Мати дає ляпас Чіро — сільській жінці з міцними сімейними зв'язками не зрозуміти Чіро — адже він брат Сімоне, — чому ж він так ставиться до нього? Чіро, отримавши ляпас, втікає з дому. Рокко і Лука (Рокко Відолацці) намагаються його наздогнати, але Чіро не хоче повертатися. Він доносить на Сімоне в поліцію і того заарештовують, але Чіро не повертається додому.
Через деякий час, маленький Лука приходить до Чіро і кличе його додому на вечерю. Він розповідає, що у Вінченцо вже друга дитина, а Рокко їздить на змагання. Чіро — працівник автозаводу Alfa Romeo, він на хорошому рахунку і став схожий на корінного міланця, і повертатися в село не збирається, на відміну від Рокко. Рокко так і не полюбив це місто. Його тягне на землю — батьківщину батьків. Він мріє коли-небудь повернутися у рідні краї. Чіро називає Сімоне «виродком» і не розуміє, в кого той вдався, адже у них в сім'ї здорові корені. Рокко пояснює це впливом довкілля — такого великого міста як Мілан, в якому багато можливостей для реалізації себе, але, в той же час, багато і спокус… Мілан зіпсував Сімоне, залишив байдужим Рокко, і тільки Чіро реалізує себе у Мілані. Фільм закінчується в мить, коли працівники автозаводу, де працює Чіро, повертаються з перерви і Лука біжить вулицею.

## В ролях
| Актор             | Роль                       |
| ----------------- | -------------------------- |
| Ален Делон        | Рокко Паронді              |
| Ренато Сальваторі | Сімоне Паронді             |
| Анні Жирардо      | Надя                       |
| Катіна Паксіну    | Розарія Паронді            |
| Спірос Фокас      | Вінченцо Паронді           |
| Макс Картьє       | Чіро Паронді               |
| Клаудія Кардинале | Джинетта, дружина Вінченцо |
| Алессандра Панаро | ннаречена Чіро             |
| Клаудія Морі      | працівниця хімчистки       |
| Паоло Стоппа      | Черрі, тренер з боксу      |
| Роже Анен         | Моріні                     |
| Рокко Відолацці   | Лука Паронді               |
| Сюзі Делер        | Луїза                      |
| Коррадо Пані      | Іво                        |
| Ніно Кастельнуово | Ніно Россі                 |

## Створення фільму і його художні особливості
Хоча сюжет фільму не заснований ні на одному конкретному літературному першоджерелі, дослідники творчості Вісконті відмічали зв'язок з такими творами, як роман «Ідіот» Федора Достоєвського («святий» Рокко є аналогом князя Мишкіна, а його брат Сімоні — Рогожина), міланські історії Джованні Тесторі (особливо Il ponte della Ghisolfa) і роман Томаса Манна «Йосип і його брати». Більшість італійських критиків оголосили стрічку найкращим зразком критичного реалізму (у дусі теорії Дьордя Лукача). Сам Вісконті пов'язував картину з ідеями Верги і Ґрамші і по суті вважав її продовженням свого раннього фільму «Земля здригається»: тут жителі сільського Півдня були перенесені в незвичну для них атмосферу промислової Півночі, що дало режисерові можливість вивчити складні соціальні проблеми і взаємозв'язки. Кожен член сім'ї Паронді по-своєму реагує на ситуацію, в якій вони опинилися, що створює складну і суперечливу структуру (аналогічна спроба намалювати таку широку картину соціального життя була зроблена у фільмі «Двадцяте століття» Бернардо Бертолуччі, великого шанувальника Вісконті). Фінальна промова Чіро, одного з братів, деякою мірою розкриває висновки, які режисер зробив з цього дослідження.
«Рокко і його брати» був першим фільмом Вісконті, який мав значний комерційний успіх в Італії, хоча він і зіткнувся з певними проблемами з цензурою. Перед виходом в широкий італійський прокат зі стрічки було видалено низку сцен (в цілому вона була урізана на 45 хвилин), а пізніше відмовлялися демонструвати її у Мілані.

## Нагороди і номінації
- 1960 — Спеціальний приз і приз ФІПРЕССІ на Венеційському кінофестивалі (обидва — Лукіно Вісконті).
- 1961 — премія «Давид ді Донателло» за найкращу продюсерську роботу (Гоффредо Ломбардо).
- 1961 — три премії «Срібна стрічка» Італійського національного синдикату кіножурналістів: найкращий режисер (Лукіно Вісконті), найкращий сценарій (Сузо Чеккі д'Аміко, Паскуале Феста Кампаніле, Енреке Медіолі, Лукіно Вісконті), найкраща операторська робота (Джузеппе Ротунно).
- 1962 — дві номінації на премію BAFTA: найкращий фільм і найкраща іноземна актриса (Анні Жирардо).
- 1962 — премія «Боділ» за найкращий європейський фільм (Лукіно Вісконті).

## Факти
- Сцена розмови Наді і Рокко була знята на даху Міланського собору[3]
- Після зйомок фільму Ренато Сальваторі (Сімоне) і Анні Жирардо (Надя) одружилися.
- Клаудія Морі, майбутня дружина Адріано Челентано, зіграла у фільмі співробітницю хімчистки, де працював Рокко.